# Nan Aspinwall
Nan Jeanne Aspinwall Gable Lambell, conhecida pelo nome de Nan Aspinwall (Nova Iorque, 2 de fevereiro de 1880 – San Bernardino, 24 de outubro de 1964) foi uma artista de shows Wild West, vaqueira e a primeira mulher a atravessar os Estados Unidos a cavalo. Foram 7236 quilômetros e 180 dias de viagem pelo país.
Nan saiu de São Francisco em 1 de setembro de 1910 e chegou a Nova Iorque em 8 de julho de 1911 depois de fazer uma aposta com Buffalo Bill, em cujos shows do Wild West ela e o primeiro marido, Frank Gable, se apresentavam. Nan viajou pelo país com sua égua puro-sangue inglês, Lady Ellen.

## Biografia
Nan nasceu em Nova Iorque, em 1880, como Nan Jeanne Aspinwall. Seu pai era Oliver Carpenter Aspinwall (1835–1903) e sua mãe era Lena Aspinwall (1855–1937). Nan ainda tinha um irmão, Frank Aspinwall (1887–1960).
Em 1900, ela se casou com Frank Gable e os dois começaram a se apresentar e a viajar juntos. Em algum momento, em 1910, eles começaram a se apresentar com a trupe de Buffalo Bill. Nan fazia várias apresentações, desde dança exótica a acrobacias a cavalo e tiro ao alvo, no qual ela era muito famosa. Não se sabe ao certo o que a motivou a sair na jornada pelo país, algo perigoso a se fazer tanto por ela ser mulher como por ser a cavalo, passando por terrenos difíceis. Sabe-se que houve algum tipo de aposta ou desentendimento na trupe, que a motivou a seguir pelas estradas com sua égua, Lady Ellen.
Nan empacotou provisões, sua pistola, que chegou a usar duas vezes, e usava roupa de montaria completa, usando as pernas uma de cada lado da montaria, o que era ilegal em alguns estados. Aos 31 anos, Nan partiu de São Francisco em 1 de setembro de 1910, percorrendo no total cerca de 7236 quilômetros, em um total de 180 dias de viagem, completamente sozinha.
Três anos depois eles criaram sua própria produção vaudeville, o Gable’s Novelty Show. Frank morreu em 1929 e pouco se sabe de Nan nesse período. Sabe-se que em algum momento de 1930, Nan se casou de novo, adotando o sobrenome Lambell. Seus próximos 34 anos foram quietos, sem filhos. Cartas escritas por Nan indicam que ela foi uma cristã devota, tendo morado em Seattle e depois se mudado para o sul da Califórnia em 1954, onde morava seu irmão.

## Morte
Seus últimos 7 anos foram vividos em uma fazenda em San Bernardino. Em 24 de outubro de 1964, aos 84 anos, Nan morreu devido a uma insuficiência circulatória aguda no Hospital e Sanatório Mt. View, em San Bernardino. Ela foi sepultada no cemitério Green Acres Memorial Park.